# Teresa Stark Ortega
Teresa de Jesús Stark Ortega (Los Ángeles) es una política chilena. Ha sido concejala y alcaldesa de Los Ángeles. También fue Consejera Regional (CORE). Actualmente es candidata independiente a alcalde por la comuna de los Ángeles.

## Primeros años de vida
Es hija del ex alcale y exdiputado Pedro Stark Troncoso  y de Raquel Ortega Ferreira, siendo la menor de los hermanos. Su enseñanza media, como sus estudios de Secretariado Comercial y Administración de Empresas, los realizó en Santiago. Es soltera sin hijos.

### Vida pública
Ella, siempre estuvo cercana a la política, por la actividad política de su padre. Fue en ese entorno que se integró -en forma independiente- a participar en la campaña del No, y posteriormente apoyando la elección de Patricio Alywin a la presidencia. En ese tiempo, es que se le ofrece participar más activamente en política, inscribiéndose por el partido demócrata cristiano, ocupando un cupo de concejala por Los Ángeles, resultando electa, a través, de esa misma elección fue elegida por el concejo municipal para ser Alcaldesa por dos años, después de los dos primeros años de Daniel Badilla Alegría. Sería elegida como Consejera Regional (CORE) en 2021. A fines del 2022, renunció a su militancia del partido D.C., hoy es independiente políticamente, después de treinta y dos años de ser militante.